# Straßensammlung
Eine Straßensammlung ist eine Spendensammlung auf öffentlichen Plätzen und Straßen z. B. mit einer Spendendose. Eine entsprechende Sammlung an der Haustür wird als Haussammlung oder Haustürsammlung bezeichnet.

## Deutschland
Im Jahr 1960 wurde ein Musterentwurf eines Sammlungsgesetzes von der Innenministerkonferenz gebilligt. Die daraufhin beschlossenen Sammlungsgesetze wurden seitdem größtenteils wieder aufgehoben. In Deutschland sind in 13 Bundesländern Straßen- und Haussammlungen ohne Sammlungserlaubnis zulässig. Lediglich in Rheinland-Pfalz, dem Saarland und Thüringen bestehen Regelungen.

### Baden-Württemberg
In Baden-Württemberg bestand das Sammlungsgesetz (SammlungsG) als Rechtsgrundlage für Straßen- und Haussammlungen. Danach ist die Erlaubnis dann zu erteilen, wenn durch die Sammlung Recht oder Ordnung nicht verletzt wird, die Sammlung und die Verwendung der Spenden ordnungsgemäß durchgeführt wird, die Kosten der Sammlung nicht in einem offensichtlichen Missverhältnis zu dem Reinertrag der Sammlung stehen und gewährleistet ist, dass mindestens ein Viertel des Verkaufspreises für gemeinnützige oder mildtätige Zwecke verbleibt. Bei gleichzeitigen Sammlungen kann die Genehmigung versagt werden, wenn die gleichzeitige Durchführung mehrerer Sammlungen in demselben Gebiet zu einer Belästigung der Öffentlichkeit führen kann.
Das Sammlungsgesetz in der Fassung vom 19. März 1996 wurde durch das Gesetz vom 13. November 2012 mit Wirkung zum 1. Januar 2013 aufgehoben.

### Rheinland-Pfalz
Im Rheinland-Pfalz besteht das Sammlungsgesetz für Rheinland-Pfalz (SammlG) vom 5. März 1970.

### Saarland
Im Saarland besteht das Saarländische Sammlungsgesetz (SaarlSammlG) Gesetz Nr. 868. Die Regelungen der Sammlungserlaubnis entsprechen denen in Baden-Württemberg.

### Thüringen
Auch das Thüringer Sammlungsgesetz (ThürSammlG) trifft vergleichbare Regelungen.

## Österreich
Auch in Österreich sind Straßensammlungen im Landesrecht geregelt.

### Tirol
Grundsätzlich dürfen Straßen- und Haussammlungen nur mit einer Sammlungsbewilligung erfolgen, die zwei Monate im Voraus beantragt werden muss. Ausgenommen sind jedoch Sammlungen von Religionsgemeinschaften einschließlich Opferstock-Sammlungen, Sammlungen, die vom Bund, vom Land oder von einer Gemeinde veranstaltet werden und Sammlungen innerhalb geschlossener Gruppen.
Eine Sammlungsbewilligung ist zu erteilen, wenn das Sammlungsergebnis für gemeinnützige oder mildtätige Zwecke bestimmt ist, die ordnungsgemäße Durchführung der Sammlung und die bestimmungsgemäße Verwendung des Sammlungsergebnisses gewährleistet ist und Rücksichten auf das Ansehen des Landes, den Fremdenverkehr oder die Leistungsfähigkeit der Bevölkerung der Sammlung nicht entgegenstehen und die Entlohnung der die Sammlung durchführenden Personen in einem angemessenen Verhältnis zum voraussichtlichen Sammlungsergebnis steht.